# Novo Selo (okręg zajeczarski)
Novo Selo (cyr. Ново Село) – wieś w Serbii, w okręgu zajeczarskim, w gminie Sokobanja. W 2011 roku liczyła 32 mieszkańców.